# Пилипенко, Иван Маркович
Иван Маркович Пилипенко (15 августа 1912 — 2 октября 1942) — лётчик-ас, командир эскадрильи 40-го истребительного авиационного полка 216-й истребительной авиационной дивизии 4-й воздушной армии Закавказского фронта, капитан.

## Биография
Родился 15 августа 1912 года в селе Щербиновка, ныне Бахмутский район, Донецкой области. Работал на шахте, а затем — на заводе имени Фрунзе в городе Константиновка.
В Красной Армии с 1933 года. В 1937 году окончил Борисоглебскую школу пилотов. Служил на Дальнем Востоке. На фронтах Великой Отечественной войны с 10 августа 1941 года.
2 октября 1942 года группа советских истребителей, возглавляемая капитаном Иваном Пилипенко, вылетела на прикрытие 22 истребителей-бомбардировщиков И-153, которые должны были нанести штурмовой удар по крупному вражескому аэродрому у станицы Солдатской Прохладненского района Кабардино-Балкарской АССР. Прилетела группа «мессершмиттов», вызванная с соседнего аэродрома. При выходе из пикирования капитан Иван Пилипенко в тактически невыгодных условиях вынужден был принять воздушный бой. Машину Пилипенко подожгли. Продолжая вести бой, он сошёлся в лобовой атаке с немецким лётчиком. От удара оба истребителя взорвались в воздухе.
К моменту гибели совершил 520 боевых вылетов, провёл 83 воздушных боя, уничтожил 10 вражеских самолётов лично и 13 в групповых схватках, ещё несколько машин уничтожил на земле при штурмовках. Все победы были одержаны им на истребителе И-16.
Указом Президиума Верховного Совета СССР «О присвоении звания Героя Советского Союза начальствующего и рядового состава Красной Армии» от 13 декабря 1942 года за «образцовое выполнение боевых заданий командования на фронте борьбы с немецкими захватчиками и проявленные при этом отвагу и геройство» удостоен звания Героя Советского Союза.

## Память
- Именем Пилипенко названы улицы в станице Солдатская и посёлке Щербиновка.
- Навечно зачислен в списки 712-го гвардейского Черновицкого ордена Кутузова III степени истребительного авиационного полка. С его имени начиналась вечерняя поверка, а его портрет висел в казарме 1-й авиаэскадрильи.